# 熱田台地
熱田台地（あつただいち）は、愛知県名古屋市の中心部にある台地。

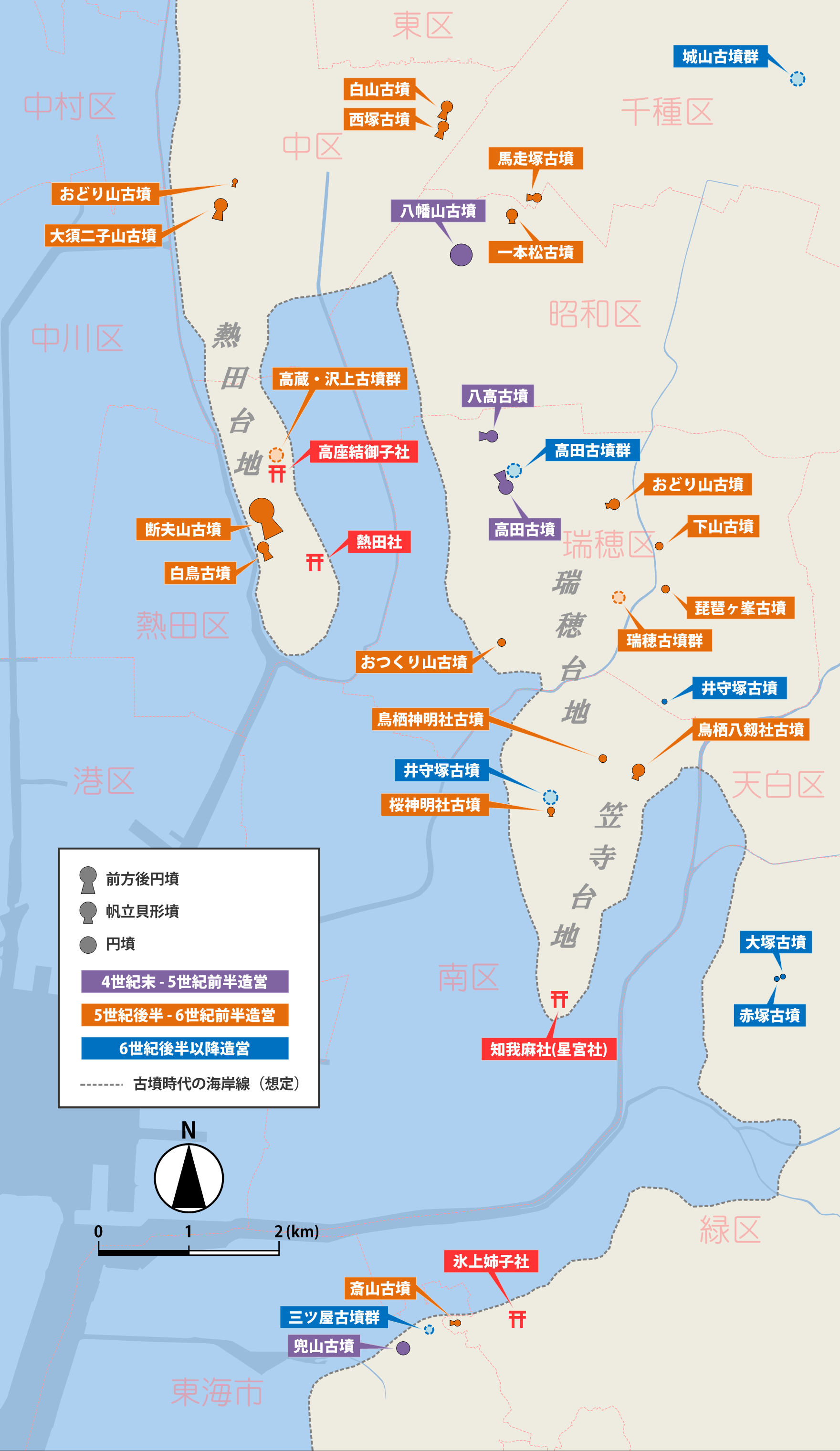
古代の熱田周辺

## 概要
標高は概ね10メートルから15メートルで南北に長い。北端に名古屋城、南端に熱田神宮が所在する。台地表面を熱田面と称し、これは熱田層の堆積面に相当する。また、台地の中央部の大曽根から鶴舞にかけては、その東西に比べて2メートルほど低くなっている。この部分は熱田台地の成立後、庄内川ないし矢田川の浸食により形成された谷であり、大曽根層から成る大曽根面で構成されている。熱田層は主として軽石を含む砂により形成され、大曽根層は砂礫層である。

## 範囲
熱田台地（広義）の範囲は、おおよそ東西に堀川から池下・今池付近まで約5キロメートル、南北に西側で名古屋城から熱田神宮約7キロメートル、東側では大曽根から笠寺まで約10キロメートルに広がっている。西縁は堀川断層の断層崖に沿って開削された人工河川・堀川と並走し、北縁は名鉄瀬戸線の清水駅 - 森下駅 - ナゴヤドーム付近にあり、沖積低地との境界が比高5 - 10 mの崖や坂を作っている。名古屋城は北西端の隅を利用して築城されている。
台地面は形成された年代で熱田面と大曽根面に区分され、熱田面は大曽根面で東西に分断され、東はさらに山崎川で分断されているが、いずれも同期に形成された面である。
熱田面を作る熱田層は主に砂質堆積物で層厚20 - 40 m。栄以西の下層には海産貝類の化石を含む。御岳火山などの軽石を含む層も見られる。
大曽根面は熱田面中央に1.5 kmほどの幅の浅い窪みとして南に伸び、その東西の境界は、東側は千種駅付近のJR中央線沿い、西側は白壁 - 東海テレビ放送本社 - 松坂屋本店・名古屋パルコ付近にあり、熱田面との境界に比高2 - 3 mの坂がみられる。南末端は若宮大通付近で沖積低地に沈み込むが更に続いている。構成する大曽根層は主に砂礫堆積物、層厚約5 m。
また熱田台地の熱田面を呼び分けて、西側では、那古野台地（北部、城・中心街）、狭義の熱田台地（南部、旧熱田の象の鼻状部）、東側では御器所台地（北部）、瑞穂台地（南部）、笠寺台地（山崎川以南）とする場合もある。

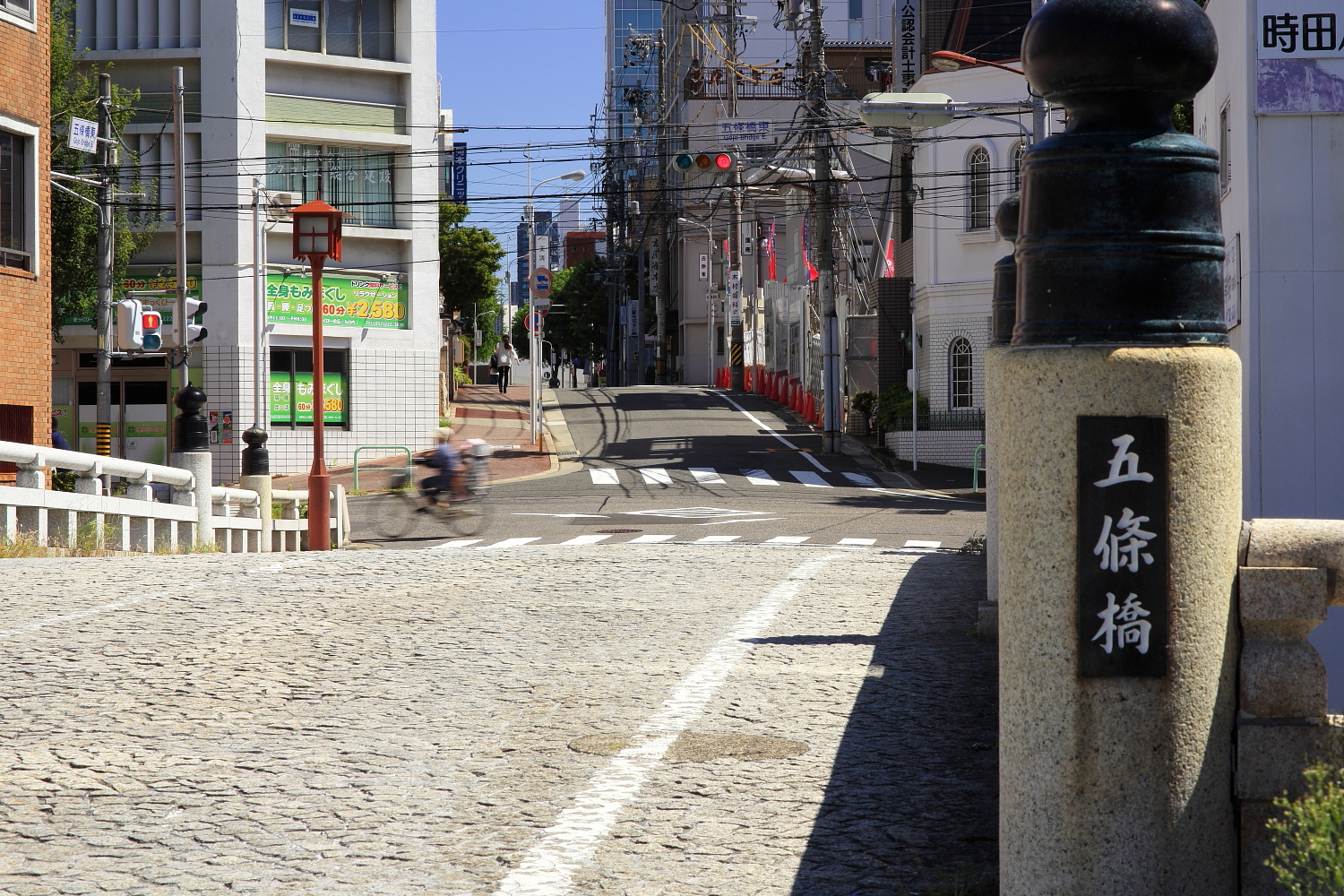
堀川にかかる五条橋。濃尾平野（手前）と奥手の坂の背後は熱田面。 （名古屋市西区那古野、2014年（平成26年）9月）
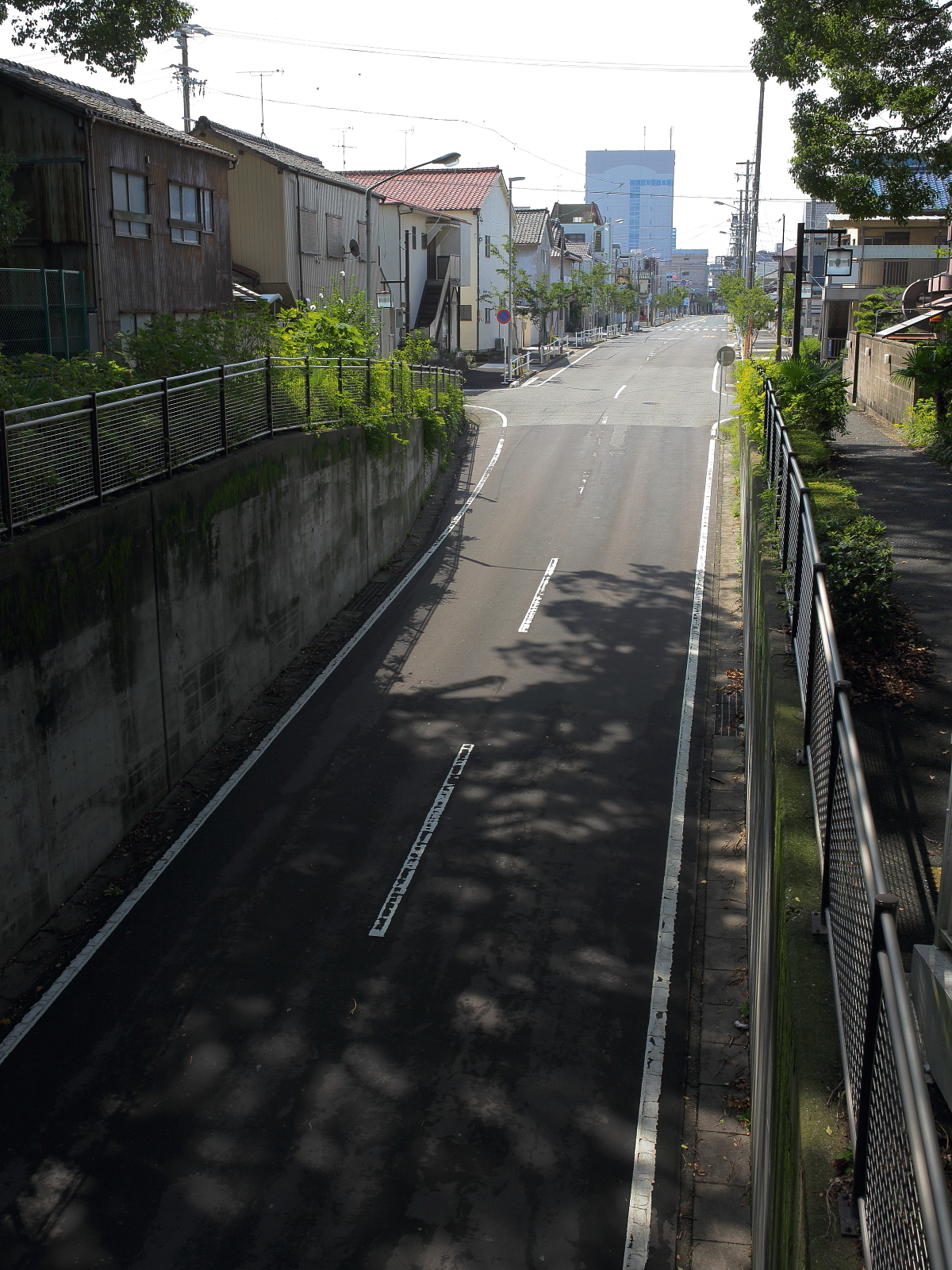
尼ヶ坂。濃尾平野（手前）と熱田面（背後）との段差を示す。 （名古屋市東区、2014年（平成26年）9月）
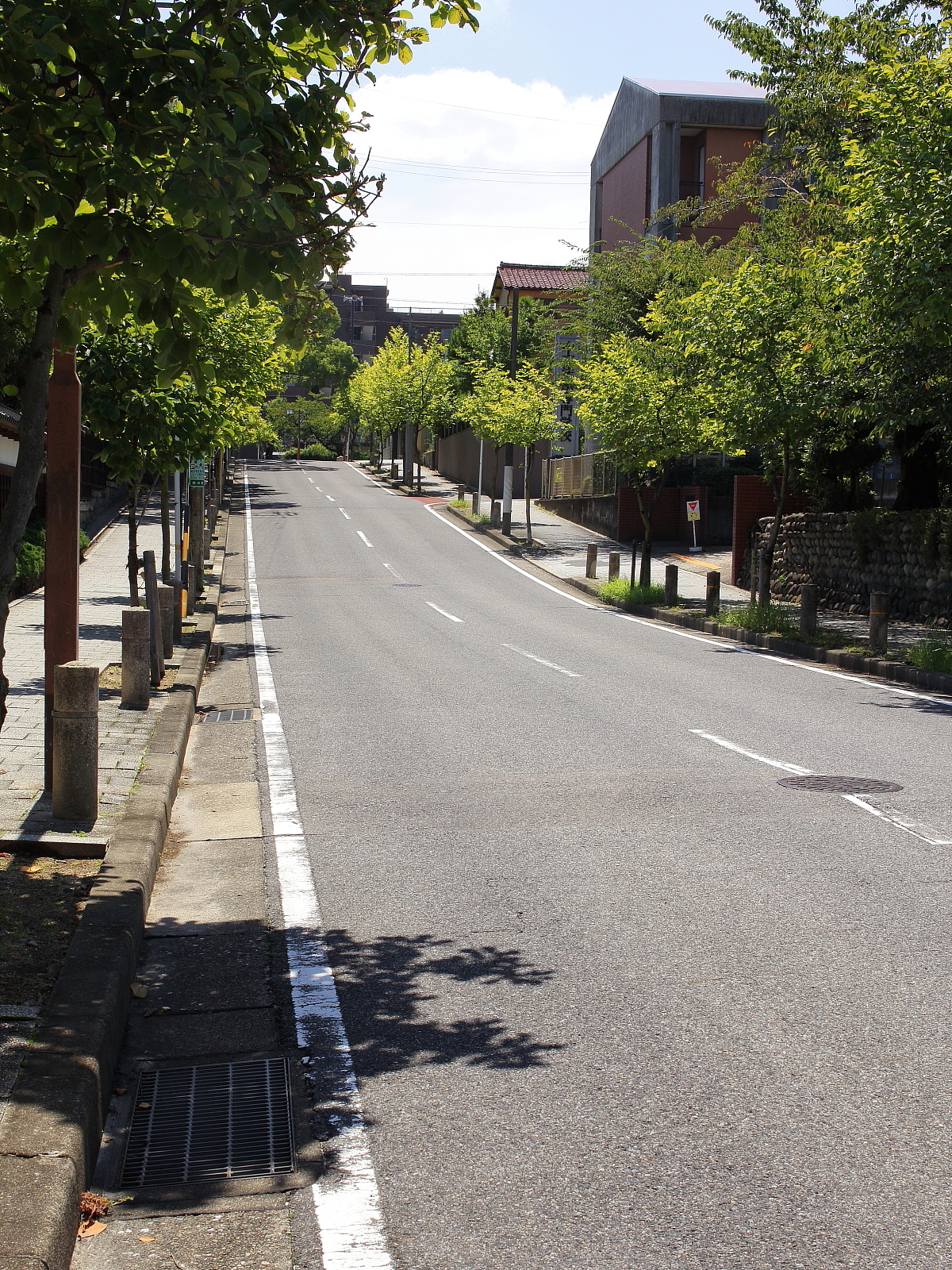
徳川園の西側を南北に走る市道。濃尾平野（手前）と大曽根面（背後）との段差を示す。 （名古屋市東区徳川町、2014年（平成26年）9月）
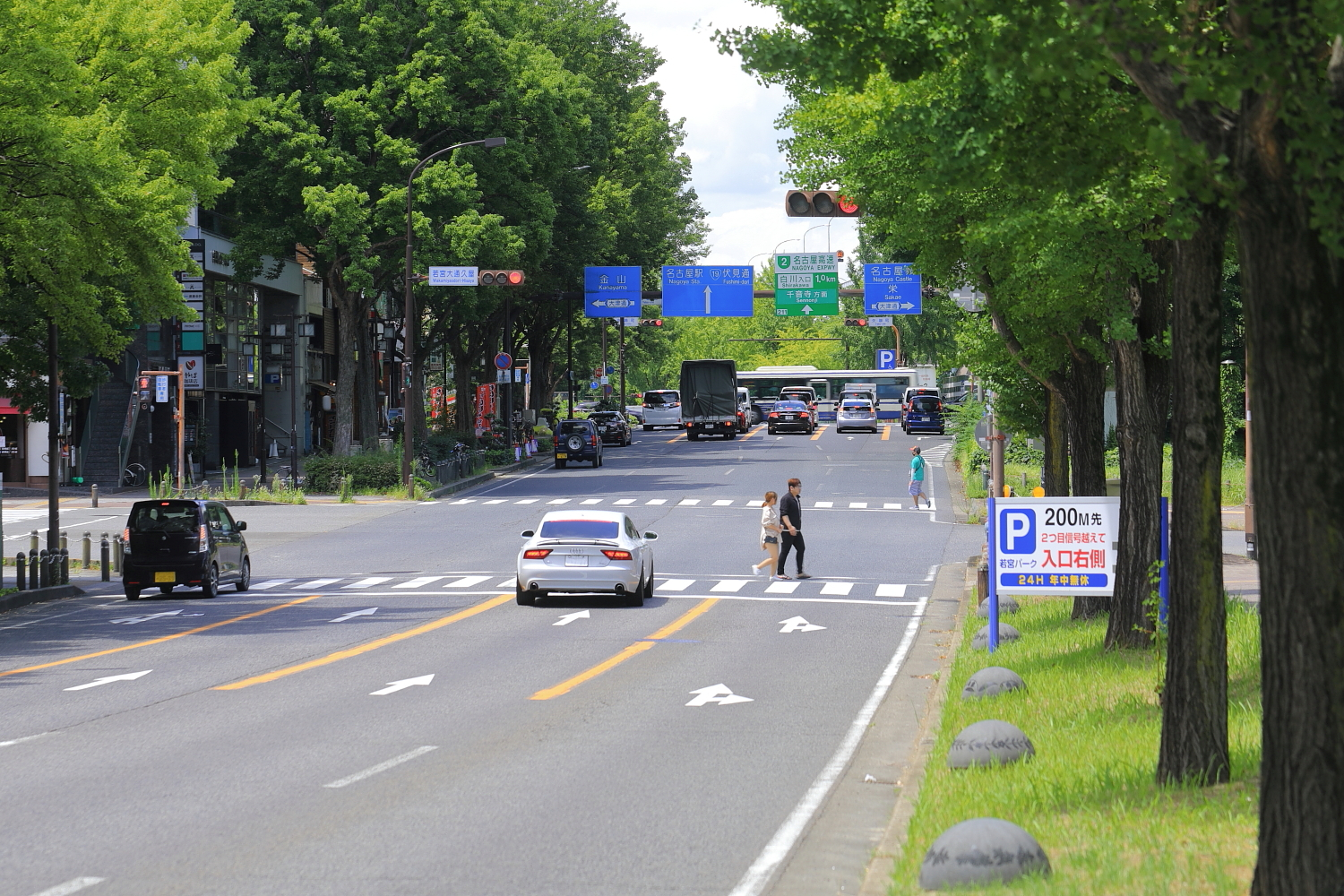
若宮大通。若宮大通久屋交差点（画像手前）と矢場町交差点（画像奥）の間の緩やかな段差は大曽根面（低）と熱田面（高）の標高差を示す。 （名古屋市中区大須、2020年（令和2年）8月）
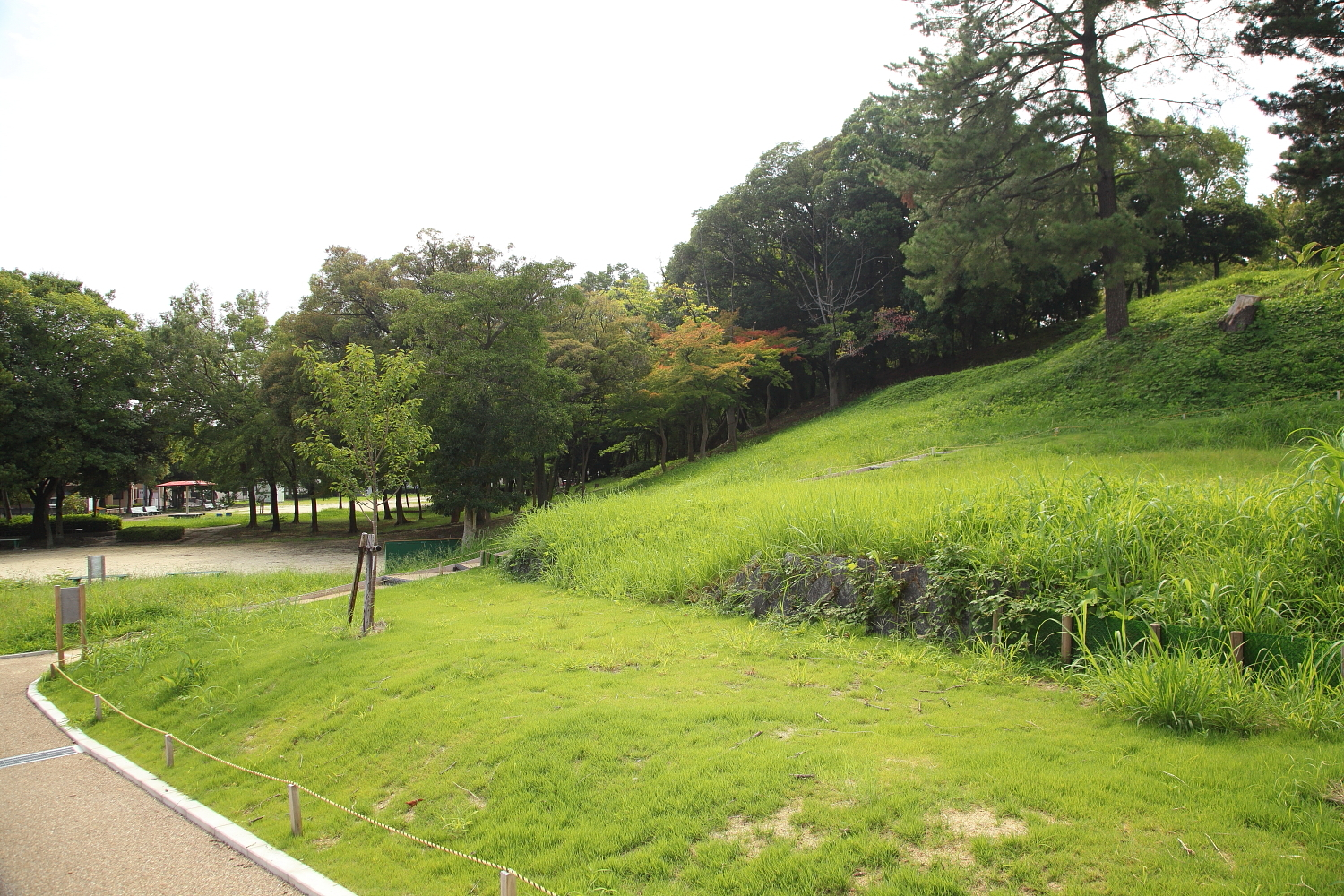
笠寺台地から舌状に突き出た笠寺公園。 （名古屋市南区、2014年（平成26年）9月）
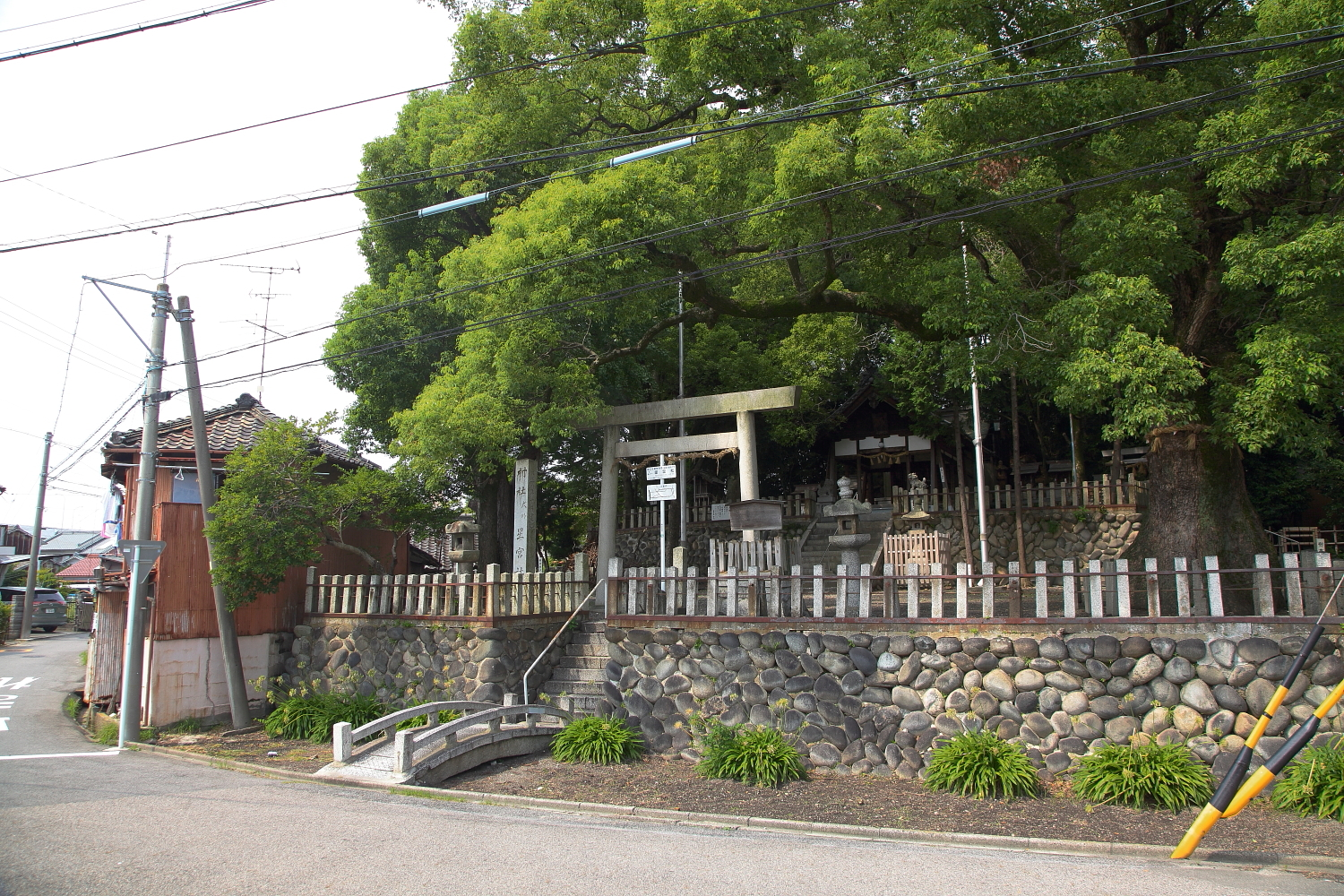
笠寺台地の南端に突出する星宮社。 （名古屋市南区本星崎町、2014年（平成26年）9月）

## 形成
最終間氷期の海進期（約12万年前に最大となる）に内陸に入り込んだ臨海部で熱田層の堆積が始まる。近傍の各務原台地も同時期。
初期は現在の中心市街も海底にあり貝類化石を含む泥質の下層となる。
海水面変動と土砂堆積によって、海であった土地も陸化し平野の末端となり、当時の河川が砂礫を堆積し上層を形成する。流下した御岳などの軽石も堆積する。
最終氷期の寒冷化がはじまると、熱田台地の北東から矢田川が台地面中央部を南流し侵食する。大曽根面の形成。
最終氷期の海面低下は最大100 mに達した（2万年前）。伊勢湾の陸化と海面低下すすむ過程で、矢田川の流路が台地面の北側を西に流れるようになる。大曽根面の侵食は停止し台地に残り、台地北縁は庄内川と矢田川に侵食されて東西方向の急崖が作られた。
晩氷期・後氷期に温暖化し、濃尾平野では縄文前期（6000年前）には大垣南ー羽島ー旧尾西ー稲沢付近まで海岸線が上昇した。この時の海面上昇によって伊勢湾に面した熱田台地が侵食され後退し広大な波食台状の緩傾斜となり、西縁には波食崖をつくった。それが現在の西縁であるという説と、直線的に延びている活断層（堀川断層）が存在し崖線が活断層によって作られたという説も示されており研究が続けられている。
削られた熱田層の上部にも土砂が堆積し沖積低地が広がった。このため一般的には沖積平野の臨海部は厚い沖積層を作り軟弱であるが、この沖積層は5 - 10 mと比較的に薄く直下に熱田層があり、名古屋駅付近は砂質沖積層と熱田層（波食台状となった熱田台地）によって比較的に安定している。地下鉄太閤通駅の地下の沖積層も約10 mで下部に熱田層が続いており、沖積層から出土した干潟の貝類は年代測定の結果も縄文海進期を示している。

## 熱田台地と中央本線
この台地の様子を地上から観察するのに格好の手段として、中央本線が知られている。それは鉄道は高低差が著しく生じるのを嫌うために、盛土や切土により、同一レベルを保とうとするためである。具体的には始発となる名古屋駅から金山駅は標高5メートルから6メートル、千種駅から大曽根駅では標高8メートルから10メートルを保つという。金山駅は4メートルから5メートル程度の堀割の中にあるが、駅を出るとすぐに沖積面に出るために高架が続くことになる。しかし、千種駅では再び熱田台地にあたるため、堀割の中を進み、大曽根駅では再び沖積面を進行することになる。

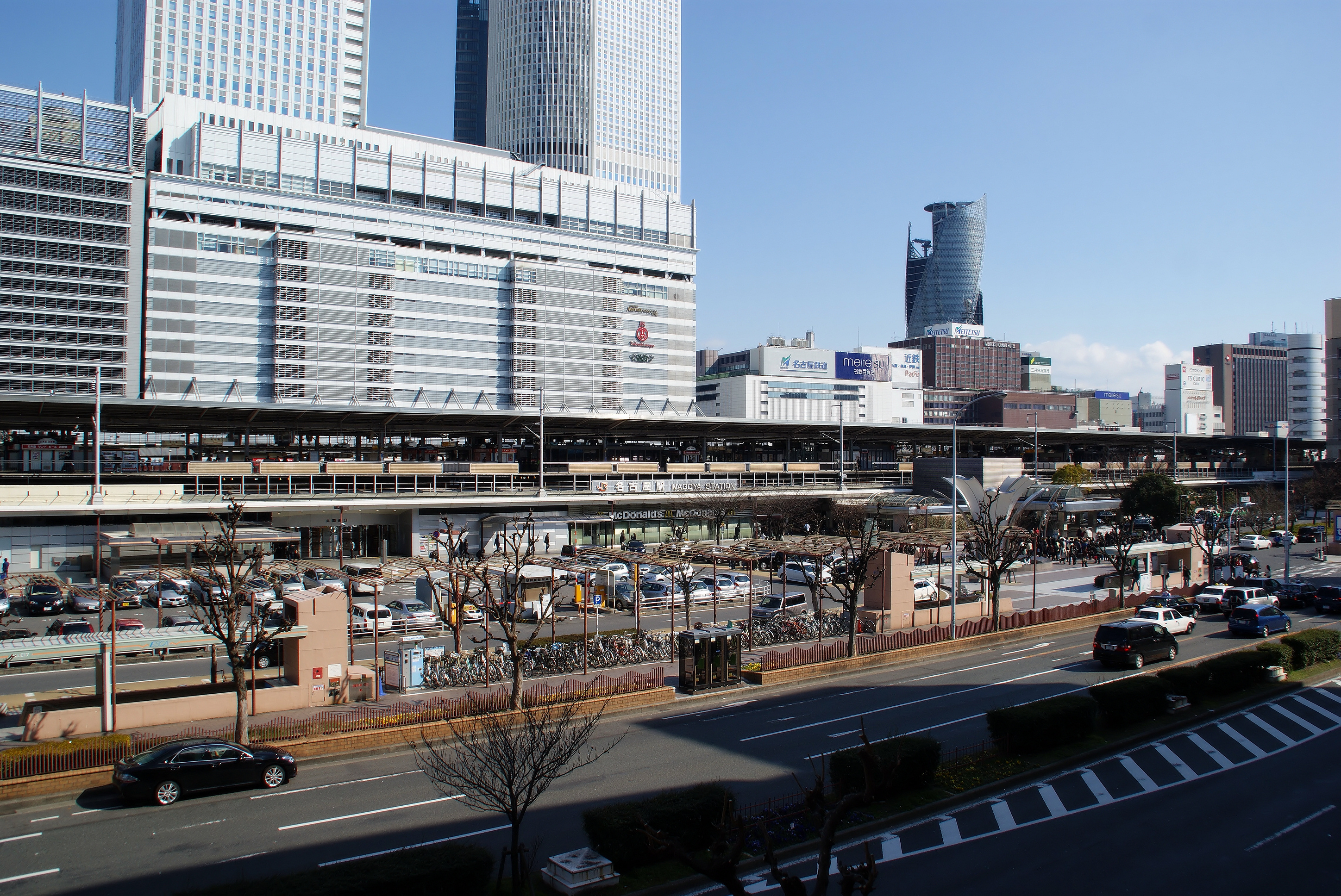
高架の名古屋駅 （2010年（平成22年）2月）
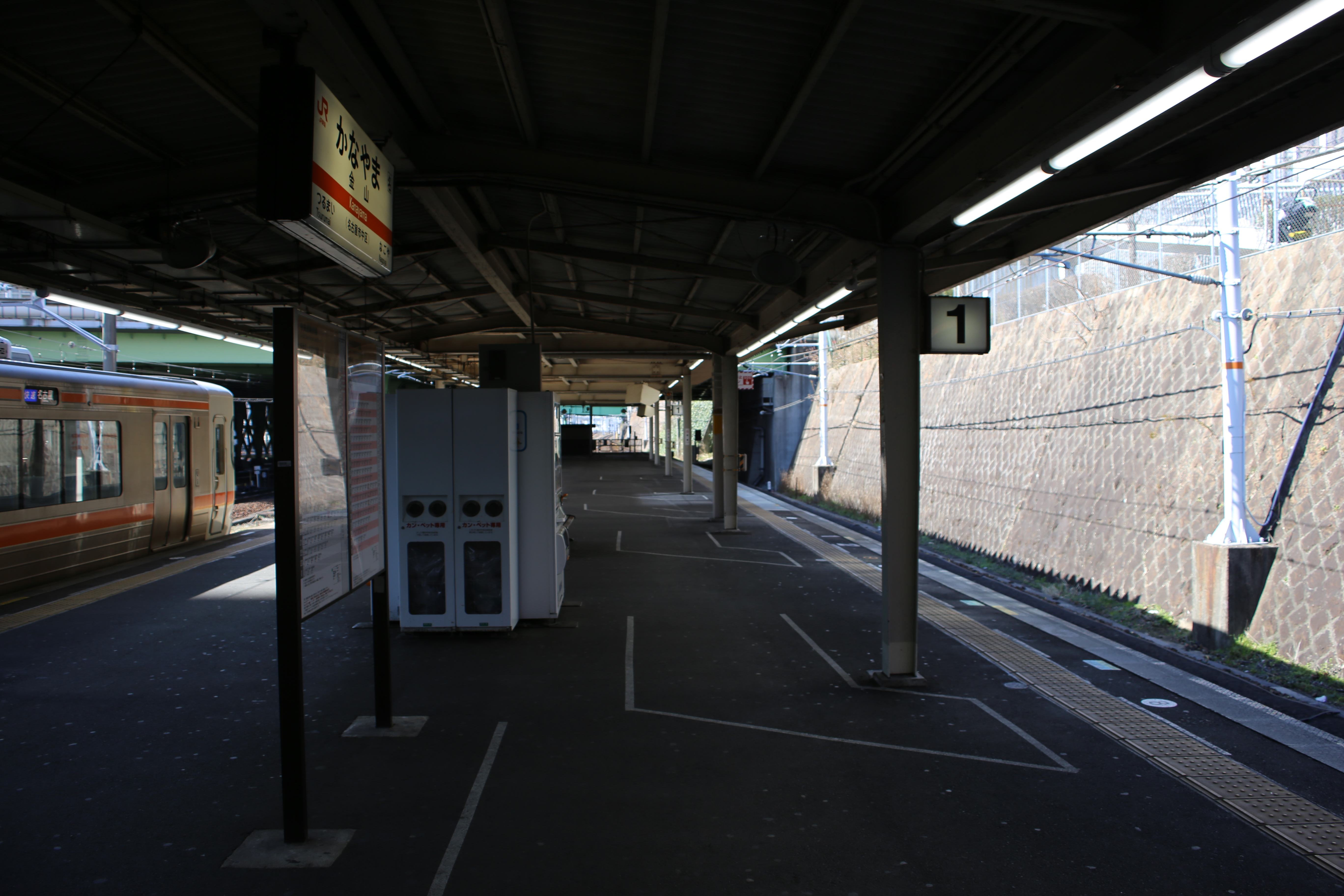
堀割の金山駅 （2017年（平成29年）3月）
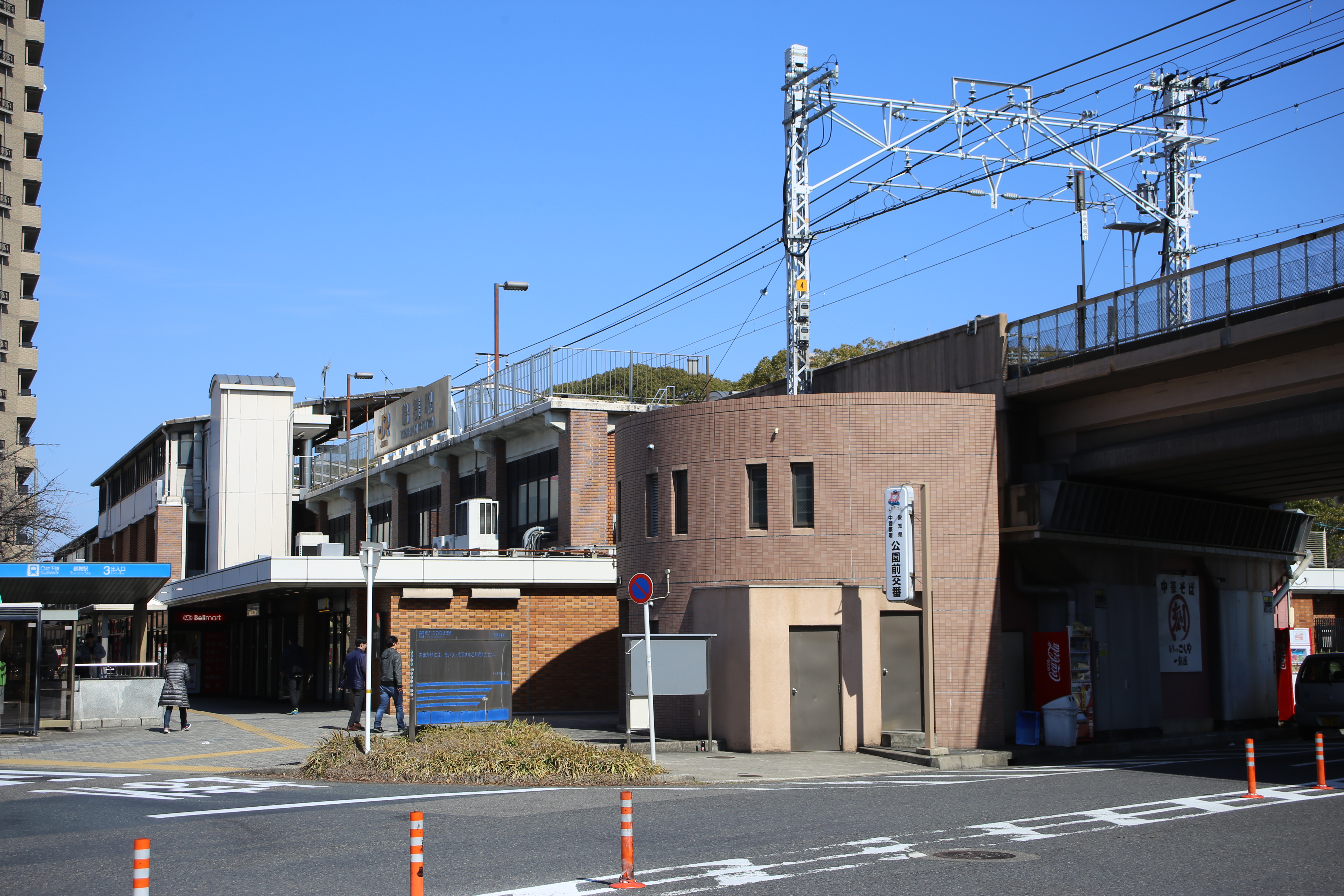
高架の鶴舞駅 （2017年（平成29年）3月）
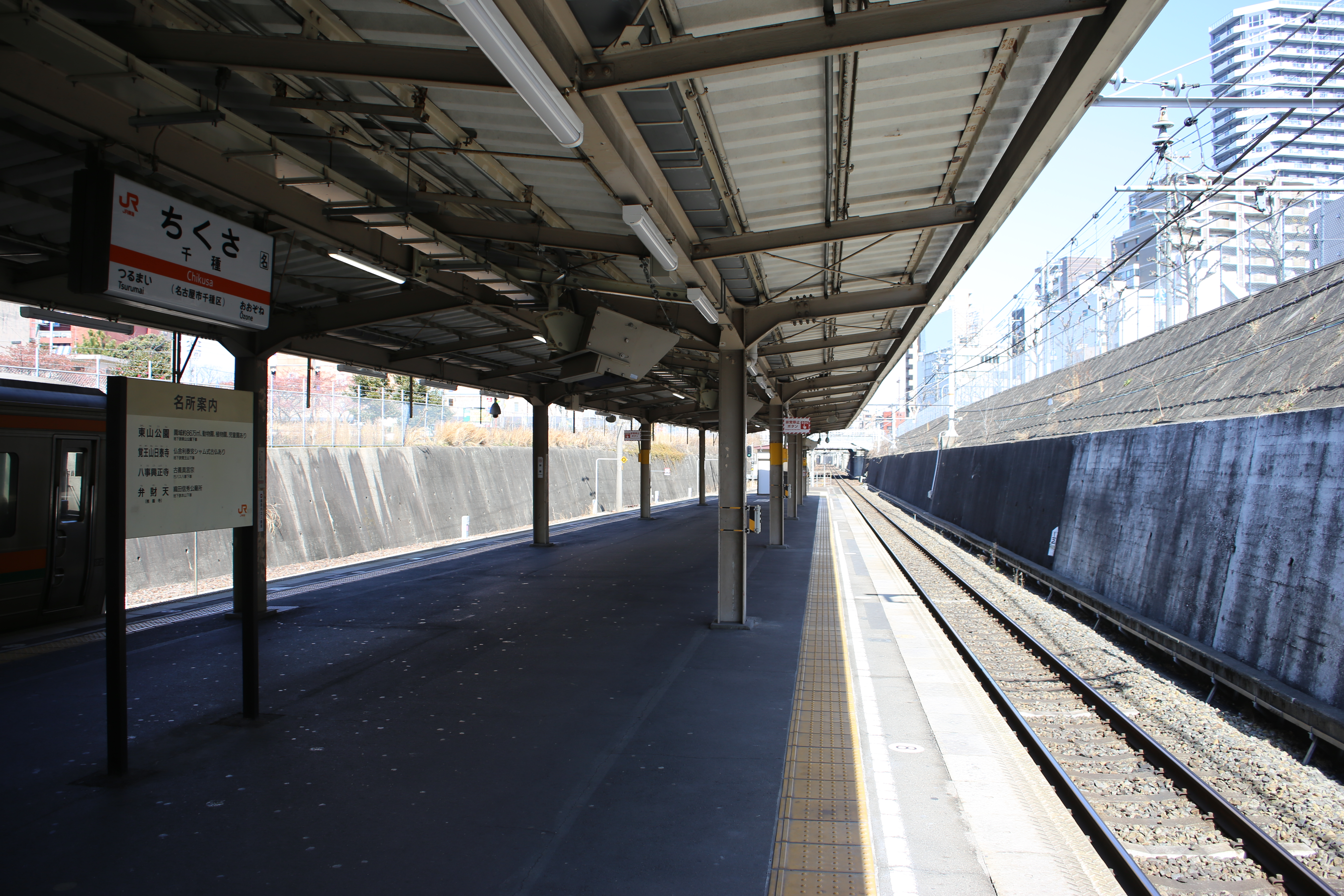
堀割の千種駅 （2017年（平成29年）3月）
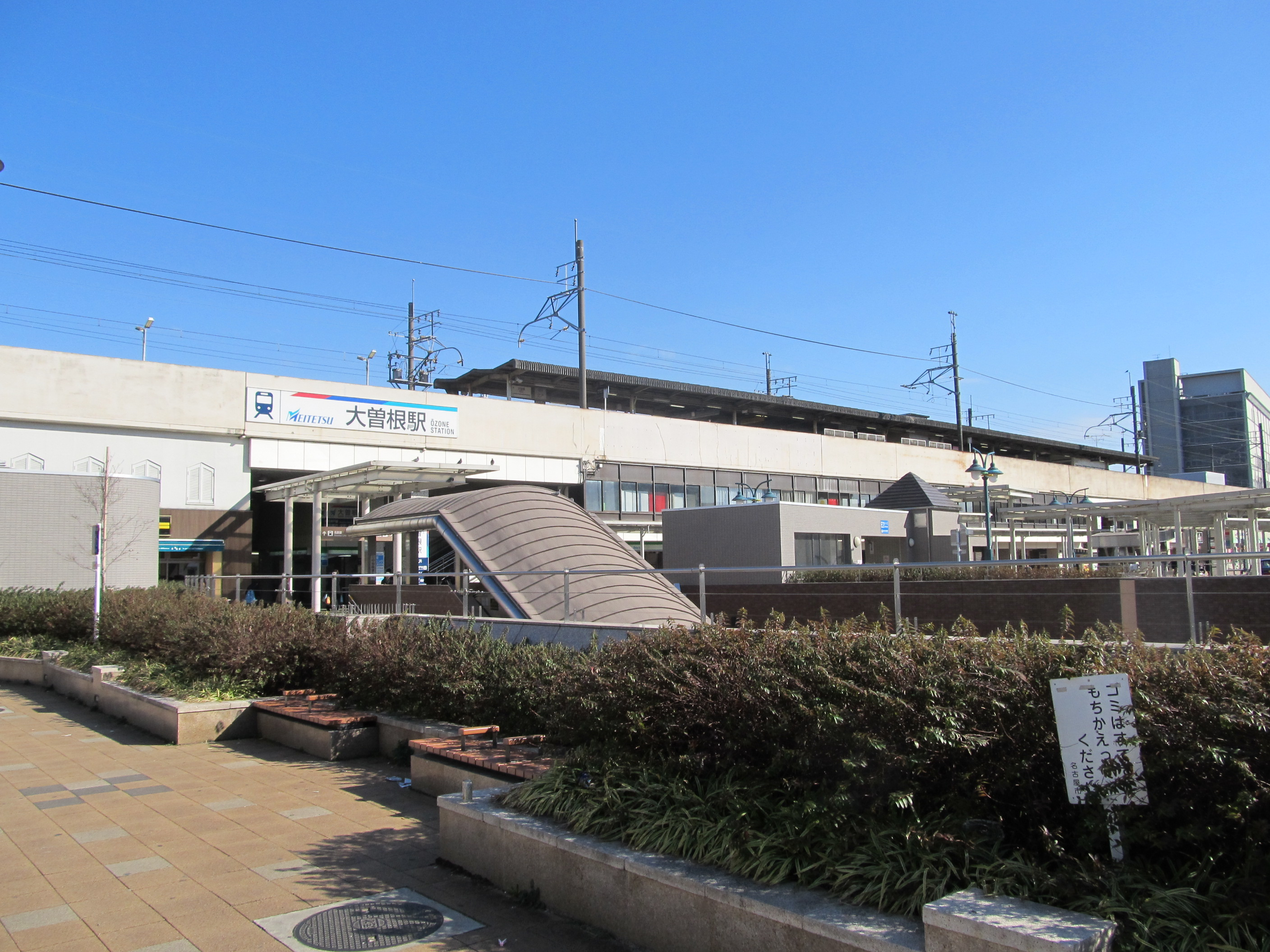
高架の大曽根駅 （2013年（平成25年）3月）